# Edgar Chadwick
Edgar Chadwick (tháng 3 năm 1891 – tháng 1 năm 1963) là một cầu thủ bóng đá người Anh thi đấu ở vị trí tiền đạo tầm xa. Ông thi đấu ở Football League cho Nelson.